# Klaus Homann (Manager)
Klaus Homann (* 27. Februar 1950) ist deutscher Gas-Manager.

## Leben
Homann studierte von 1968 bis 1975 an der Ruhr-Universität Bochum Maschinenbau und schloss sein Studium als Diplom-Ingenieur ab. Anschließend war er Wissenschaftlicher Assistent an der Universität-Gesamthochschule Essen, wo er 1978 zum Dr.-Ing. promoviert wurde.
1973 arbeitete er erstmals bei der VEW, bekleidete dort bis 1998 verschiedene leitende Positionen im Bereich Gasversorgung/Gastechnik und wurde 1994 Prokurist. Ab 1998 war er Vorstandsmitglied der RWE Gas AG und wurde 2004 Generaldirektor der RWE Transportnetz Gas GmbH (seit 2009 Thyssengas). Ab 2002 war er im Vorstand der RWE Transgas und nahm ab 2004 Agenden der RWE Energy Czech Republic in Prag wahr.
Im Juli 2004 ernannte ihn die Technische Universität Clausthal zum Honorarprofessor. Ab Mitte 2005 war Homann Präsident des Deutschen Vereines des Gas- und Wasserfaches (DVGW). Ab dem 26. November 2009 war er Präsident des Deutschen Instituts für Normung (DIN). In dieser Funktion wurde er zweimal wiedergewählt, so dass er das Amt die maximal mögliche Zeit ausfüllte. Am 5. November 2015 erhielt er den DIN-Ehrenring. Im selben Monat wurde er in den Waldemar-Hellmich-Kreis des DIN aufgenommen.